# Nordiska spelen 1913
Nordiska spelen 1913 avgjordes i Stockholm i februari 1913. Internationella tävlingar i flera olika vintersporter avgjordes, bland annat skidor, skridskoåkning och bandy. Det var den femte upplagan av Nordiska spelen.
Spelen skildrades i filmen Nordiska spelen 1913 av filmfotografen Adrian Bjurman, en film som visades på flera biografer i Sverige samma år.

## Resultat

### Bandy
- Final: AIK-IFK Uppsala 3-1[1]

### Fotnoter
1. ↑  ”Nordiska spelen”. Bandytipsets arkiv. http://www.oocities.org/~bandytips/Kalenderbiteri/Svetab/NS.html. Läst 16 mars 2015.